# Sabina Sabolović
Sabina Sabolović (* 1975 in Zagreb) ist eine kroatische Journalistin und Kuratorin. Sabolović ist Mitglied des Kuratorinnenkollektivs What, How & for Whom/WHW.

## Leben und Werk
Sabina Sabolović studierte Kunstgeschichte und Komparatistik an der Universität Zagreb. Von 1995 bis 1998 arbeitete sie beim kroatischen Hörfunksender Radio 101 und anschließend als Journalistin beim Fernsehen und einer Kulturzeitschrift. 1999 gründete sie mit Ivet Ćurlin und Nataša Ilić das Kuratorinnenkollektiv What, How & for Whom/WHW. 2001 bis 2002 leitete sie die Extended Media Gallery in Zagreb und war 2003 Teil der Leitung des Projekts Zagreb – Cultural Kapital of Europe 3000.
Von 2019 bis 2024 arbeitete Sabina Sabolović mit den WHW-Mitgliedern Ivet Ćurlin und Nataša Ilić als künstlerische Leiterinnen der Kunsthalle Wien. Gemeinsam mit Ivet Ćurlin und Nataša Ilić wurde Sabolović im August 2024 zur Leiterin der Skulptur Projekte 2027 in Münster ernannt.